# Monica Juma
Monica Juma, née en 1963, est une femme politique kényane.

## Biographie

### Études
Monica Juma est diplômée d'un Bachelor of Arts et d'un Master of Arts à l'université de Nairobi et d'un doctorat de philosophie de l'université d'Oxford. Elle possède également un « certificat en études de réfugiés ».

### Carrière diplomatique et politique

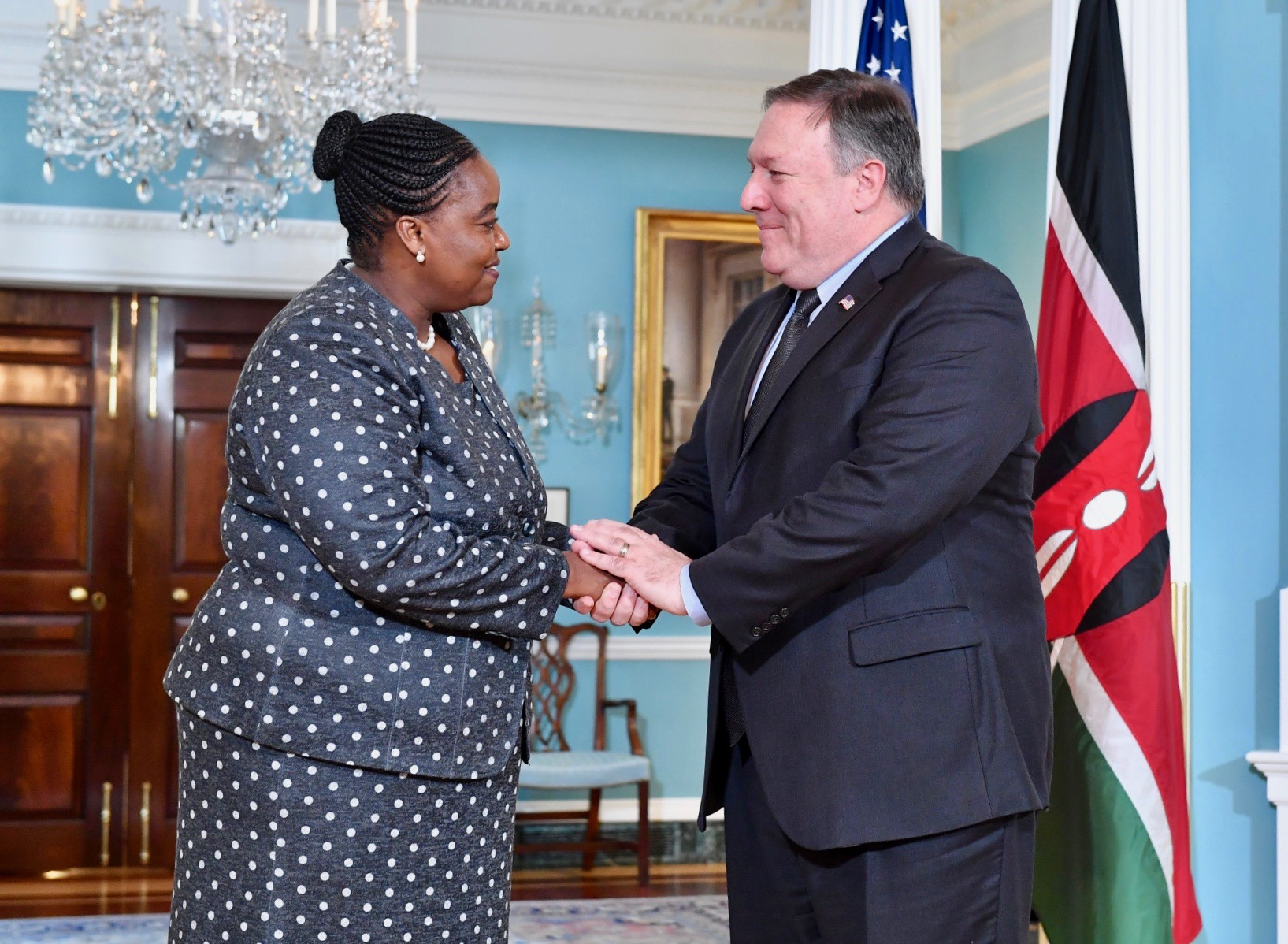
Monica Juma avec le secrétaire d'État américain Mike Pompeo, en 2018.

Elle a effectué sa carrière dans les services diplomatiques du Kenya. Elle a été ambassadrice en Éthiopie, à Djibouti, auprès de l'Union africaine, de l'Autorité intergouvernementale pour le développement et de la Commission économique pour l'Afrique. Le 27 juin 2013, elle devient secrétaire principale du ministère de la Défense, jusqu'à son transfert au ministère de l'Intérieur à la même fonction,.
En juin 2015, elle est nommée ministre par le président Uhuru Kenyatta, mais l'Assemblée nationale rejette sa candidature,. Elle est ensuite mutée au ministère des Affaires étrangères en tant que secrétaire principale, un transfert qui ne requiert pas de contrôle parlementaire. Elle occupe ce poste du 12 janvier 2016 au 26 janvier 2018.
Le 26 janvier 2018, elle est nommée ministre des Affaires étrangères, entrant en fonction le 16 février suivant. Le 14 janvier 2020, elle est nommée ministre de la Défense.

### Recherche
Elle est chercheuse au département de sciences politiques de l'université de Pretoria, en Afrique du Sud. Elle est également membre auxiliaire du corps professoral du Centre africain d'études stratégiques de la National Defense University, à Washington, D. C., aux États-Unis. Elle a beaucoup écrit et publié sur ses sujets de spécialisation.

## Vie privée
Monica Juma est mariée et mère de deux « enfants de sang », s'occupant des enfants sa sœur aînée, qui souffre de troubles mentaux et probablement d'amnésie,.